# Vincenzo Ugolini
Vincenzo Ugolini (Perugia, 1º novembre 1578 – Roma, 6 maggio 1638) è stato un compositore e cantore italiano, formato stilisticamente alla scuola compositiva romana.

## Biografia
Vincenzo Ugolini, figlio di Giovanni Battista, iniziò il suo apprendistato musicale come puer nel 1592 presso la cappella di S. Luigi dei Francesi a Roma, sotto il maestro Giovanni Bernardino Nanino. I documenti mostrano che sino a luglio 1594 lavorava ancora nella stessa cappella, ma in qualità di cantore contralto del coro, specificando «olim puer chori», mentre dal 1º maggio 1600 fino a tutto il 1601 fu impiegato nuovamente, con la qualifica di cantore basso straordinario.
Nel 1603 fu maestro di cappella nella basilica romana di Santa Maria Maggiore, servizio che lasciò il 6 dicembre 1609 a causa di una grave malattia contratta già nel 1606. Ottenne però l'incarico di maestro presso il duomo di Benevento, conservando quel titolo fino al 1615, nonostante dall'anno prima fosse rientrato a Roma al servizio del cardinale Arrigoni.
Dal 2 luglio 1616 tornò a S. Luigi dei Francesi come maestro di cappella, dove rimase fino al 1620, quando si trasferì accettando l'invito per lo stesso incarico presso la Cappella Giulia e raccomandando come suo successore a S. Luigi il nipote Lorenzo Ratti, che prese ufficialmente il posto il 1º agosto 1620; Ugolini mantenne il servizio a S. Pietro sino al 1626.
Il 4 settembre del 1629 fu testimone alla redazione del testamento del compositore Domenico Allegri, fratello di Gregorio; come Vincenzo, entrambi gli Allegri erano stati allievi di Bernardino Nanino, e in particolare Gregorio convisse con Ugolini nel periodo di apprendistato in casa del maestro.
Dal 1º maggio 1631 tornò a S. Luigi dei Francesi, dove rimase sino alla morte, avvenuta nel 1638; gli succedette il suo allievo Orazio Benevoli.

## Opere

### Musica sacra
- Sacrae cantiones, lib. 1, 8vv, bc (Roma, 1614);
- Motecta sive sacrae cantiones, lib. 1, 1–4vv (Venezia, 1616);
- Motecta sive sacrae cantiones, lib.2, 1–4vv (Venezia, 1617);
- Motecta sive sacrae cantiones, lib.3, 1–4vv (Venezia, 1618);
- Motecta sive sacrae cantiones, lib.4, 1–4vv (Roma, 1619);
- Motecta et missae, lib. 2, 8, 12vv, bc (Roma, 1622);
- Psalmi ad vesperas, 8vv, bc (Venezia, 1628);
- Psalmi ad vesperas et motecta, lib. 1, 12vv, bc (Venezia, 1630);
- 2 mottetti, 2vv, bc, 16183, 16195; 2, 3vv, bc, 16213, 16251;
- 2 inni: Veni Creator Spiritus, 4vv; Gloria Patri Domino nato, 5vv: I-Rvat C.G.XV/70;
- 4 antifone: Illuminare his qui in tenebris, 8vv; Omnes gentes plaudite manibus, 8vv; Et tu puer propheta, 8vv; Petrus apostolus, 6vv: Rvat C.G.XV/70;
- Litaniae lauretanae, 8vv, Rvat C.G.XV/70;
- Lauda Sion Salvatorem, 6vv, Rvat C.G.XV/71;
- Favus distillans, mottetto, 8vv, bc, Rvat C.G.XIII/25;
- Jubilate Deo, 5vv, Rvat C.G.XV/70

### Musica profana
- Il primo libro de madrigali, 5vv (Venezia, 1615);
- Il secondo libro de madrigali, 5vv (Venezia, 1615);
- 1 madrigale, 159916 (anche in 161610)